# Parafia Chrystusa Króla w Gosławiu
Parafia Chrystusa Króla w Gosławiu – parafia rzymskokatolicka w Gosławiu, należąca do dekanatu Trzebiatów, archidiecezji szczecińsko-kamieńskiej, metropolii szczecińsko-kamieńskiej.

## Zasięg parafii
Do parafii należą wierni z miejscowości: Gosław, Gołańcz Pomorska i Siemidarżno.

## Historia parafii
Parafia w Gosławiu wymieniona jest po raz pierwszy w ugodzie kapituły kamieńskiej i kolegiaty kołobrzeskiej dotyczącej granic w 1291 roku. Dawne nazwy to: Gusslafneshagen, Guszlaveshagen, Gützlaffshagen. W 1308 r. biskup Henryk von Wachholtz przekazuje Gosław kapitule kamieńskiej jako prebendę. W 1493 r. na polecenie opata w Belbuck (Białobokach) proboszczem w Gosławiu zostaje ustanowiony - Joachim Boddeker.
Kościół pw. Chrystusa Króla poświęcony został 1 października 1945 r. Parafia w Gosławiu powstała 11 października 1973 r. dekretem pierwszego ordynariusza diecezji szczecińsko-kamieńskiej, ks. bp. Jerzego Stroby. Wcześniej Gosław był filią parafii w Sarbi.

### Kościół parafialny
Miejscowy kościół zbudowany z kamienia i cegły w stylu romańskim wraz z prezbiterium należy do najstarszych budowli kościelnych Pomorza. Pochodzi z XIII wieku. Godnym uwagi jest ciosany z granitu portal południowy (dziś w przybudowanej zakrystii). Jednoprzęsłowe prezbiterium o gładkich ścianach jest przykryte gwiaździstym sklepieniem. Wnętrze jednoprzestrzenne. Strop drewniany z polichromowanymi belkami. Ołtarz przedstawia Chrystusa ukrzyżowanego z symbolami Ewangelistów, z imionami na wstęgach. W emporze chórowej znajdują się czynne dziewięciogłosowe organy, wykonane przez firmę Grüneberg. Ambona pochodzi z XVIII w. z bogato złoconymi ornamentami i rzeźbami.
Wieża wykonana jest w przeważającej części z cegły. Wznosi się mocną bryłą, dobrze podzieloną przez długie, pojedyncze blendy (wnęki). Późniejsze główne partie z barokowym hełmem pochodzą z 1757 roku. Na łuku tęczy  znajduje się resztka malarstwa ściennego: Zmartwychwstanie Chrystusa między śpiącymi żołnierzami. Na uwagę zasługują także dzwony o pięknym brzmieniu. Duży dzwon odlany został w 1806 r. w Kołobrzegu, mniejszy - w 1868 r., średni - bez znaku i napisów.

### Kościoły filialne i kaplice
- Kościół w Gołańczu[1]
- Kaplica pw. Wniebowzięcia Najświętszej Maryi w Siemidarżnie

### Proboszczowie
| Okres pełnienia funkcji | Okres pełnienia funkcji | Proboszcz                          | Lata życia | Uwagi |
| od                      | do                      | Proboszcz                          | Lata życia | Uwagi |
| ----------------------- | ----------------------- | ---------------------------------- | ---------- | ----- |
| 1973                    | 1982                    | ks. Adam Thor TChr                 |            |       |
| 1982                    | 1988                    | ks. Józef Niemczal TChr            |            |       |
| 1988                    | 1991                    | ks. Piotr Wieczorek TChr           |            |       |
| 1991                    | 2005                    | ks. Stanisław Bojarski TChr        |            |       |
| 2005                    | 2006                    | ks. Zdzisław Jędruszek TChr        |            |       |
| 2006                    | 2009                    | ks. mgr Andrzej Pietrasik TChr     | -2009      |       |
| 2009                    | 2017                    | ks. mgr Czesław Margas TChr        |            |       |
| 2017                    | 2022                    | ks. mgr Ryszard Czajka TChr        |            |       |
| 2022                    | dziś                    | ks. mgr Grzegorz Korzeniewski TChr |            |       |

## Działalność parafialna

### Wspólnoty parafialne
- Żywy Różaniec,
- Caritas,
- ministranci,
- Rada parafialna